# Hubble–Lemaître-törvény
Edwin Powell Hubble amerikai csillagász 1929-ben figyelte meg, hogy minél távolabb van tőlünk egy galaxis, annál nagyobb a vöröseltolódása, azaz annál nagyobb sebességgel látszik távolodni. A Hubble-törvény szerint a galaxisok távolodási sebessége (v) arányos a távolságukkal (r):
 {\displaystyle v=H\cdot r} 
ahol {\displaystyle H} a Hubble-állandó. Értéke a Hubble űrtávcső 2009-es mérései szerint 74,2±3,6 (km/s)/Mpc.
A Hubble-állandót szokás Hubble-paraméternek is nevezni, mivel értéke szigorúan véve nem állandó, hanem a feltételezések szerint az idővel változik az univerzum gravitációban részvevő összetevőinek hatására.

## Története
2001-re a Hubble-állandó értékét a Hubble nevét viselő űrtávcső mérései révén kb. 10% pontossággal sikerült megállapítani (72,0±8,0 km/s/Mpc). Ehhez a cefeida típusú pulzáló változócsillagok vizsgálatára volt szükség. A cefeidák pulzációs periódusa jól leírható módon függ a csillagok abszolút fényességétől – ez pedig a látszó fényesség ismeretében (megbecsülve a csillagközi fénygyengülés mértékét) lehetővé teszi a távolságbecslést.
1998-ban két amerikai kutatócsoport (a Perlmutter vezette Supernova Cosmology Project, illetve a Schmidt és Riess által vezetett High-z Supernova Search Team) kutatásai során kiderült, hogy távoli szupernóvák vizsgálatai alapján az Univerzum gyorsulva tágul, amit egy ismeretlen eredetű, a gravitációs vonzóerővel ellentétes hatású „erőhatás” létéhez kötöttek (ez a sötét energia). Ez azt is jelenti, hogy a Hubble-állandó értéke időben másképp változik mint eddig feltételezték, ugyanakkor a kozmológiai modellek kiszámításánál továbbra is fontos paraméter maradt.
A mikrohullámú háttérsugárzás fluktuációit vizsgáló WMAP űrszonda eredményei szerint a H0 = 70,8 km/s/Mpc, a hibahatár pedig 1,6 vagy 4,0 km/s/Mpc (attól függően, hogy síknak vagy görbültnek vesszük-e az Univerzum geometriáját). Ez már pontosabb eredmény, ugyanakkor modellfüggő.
Az A. Riess (STScI / Johns Hopkins University) vezette kutatócsoport 2009. május 7-én jelentette be egy pontosabb eredményt (Dr. Riess egyike volt azon kutatóknak, akik 11 évvel ezelőtt felfedték a gyorsuló tágulást). A kutatók ismét a Hubble űrtávcső képességeit vették igénybe, egy három lépcsős megfigyelési program során. A tudósok első lépésben ezúttal is cefeidák periódus-fényesség relációját használták fel (hét galaxis összesen 240 cefeida csillaga esetében) – azonban nem a látható fény, hanem a közeli infravörös sugárzás tartományában (az elmúlt években ugyanis kiderült, hogy utóbbi hullámhossztartományban kisebb hibafaktorokkal érvényes ez az összefüggés).
A hét galaxis egyike, az NGC 4258 távolsága rádiócsillagászati mérések révén jól ismert, így megfelelő beállítási pontként szolgált. A további hat galaxisban pedig – a cefeidák mellett – Ia típusú szupernóvák is találhatóak, melyek szintén fontos objektumok az extragalaktikus távolságbecslések során. Második lépésként a kétféle távolságmérési eljárás eredményeit hasonlították össze az említett hat galaxis esetében.

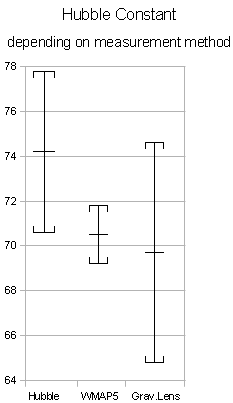
A Hubble állandóra vonatkozó mérési módszerek és hibáik

Végül az Ia típusú szupernóvák újrakalibrált távolságbecslési metódusát használták fel távoli, szintén ilyen szupernóvákat tartalmazó galaxisok vizsgálatánál. Ezeket a szupernóvákat korábban ún. standard távolságmérési objektumokként tartották számon, mivel mindig azonos jellegű folyamat – egy kettős rendszerben lévő fehér törpecsillag adott tömeghatárnál történő összeomlása – hozza létre őket. Bár ez az elképzelés az utóbbi pár évben jóval árnyaltabb lett, megfelelően alapos kalibrációs lépések elvégzése árán az Ia-típusú szupernóvák továbbra is az egyik legjobb lehetőséget jelentik a távoli galaxisok távolságmérésére.
Riess és csoportja végül 74,3±2,1 km/s/Mpc-es értéket állapított meg a H0-ra. Ez egyrészt 5 százalékos pontosságnál is jobb becslés, másrészt összhangban van a sötét energia létét feltételező, egyéb mérési eljárások során kapott számokkal. A hibahatárok szűkítése egyrészt annak köszönhető, hogy különböző objektumok távolságai alapján kalibrált módszert használtak, másrészt annak, hogy az összes mérést ugyanazon távcső ill. detektoregyüttes végezte. A kutatók következő célkitűzése, hogy egy százalék alá szorítsák a Hubble-állandó értékének bizonytalanságát – tovább pontosítva ez által a kozmológiai modelleket, valamint szűkítve a sötét energia magyarázataként szóba jöhető lehetőségek listáját.
A. Riess és munkatársai két cikkben mutatták be eredményeiket az Astrophysical Journal c. folyóiratban.

## Külső hivatkozások
- Refined Hubble Constant Narrows Possible Explanations for Dark Energy (angol nyelven), 2009. május 7. (Hozzáférés: 2009. május 11.)
- Pontosították az Univerzum tágulását leíró Hubble-állandót, Szerző: Szalai Tamás, 2009. május 11.